# Irská hymna
Hymna Irska je píseň Amhrán na bhFiann (anglicky The Soldier's Song, česky Píseň vojáka).

## Historie hymny
Slova napsal v roce 1907 Peadar Kearney, který spolu s Patrickem Heeneyem složil hudbu. Hymna je pochod stylizovaný jako vojenská písnička a vztahuje se k bojům za nezávislost. V roce 1912 byla poprvé vydána v časopise Irish Freedom. Jako státní hymna byl v roce 1926 přijat pouze refrén písně. Původní text z angličtiny do irštiny přeložil Liam Ó Rinn.

## Text a český překlad
| Amhrán na bhFiann (irská verze) Sinne Fianna Fáil A tá fé gheall ag Éirinn, buion dár slua Thar toinn do ráinig chugainn, Fé mhóid bheith saor. Sean tír ár sinsir feasta Ní fhagfar fé'n tiorán ná fé'n tráil Anocht a théam sa bhearna bhaoil, Le gean ar Ghaeil chun báis nó saoil Le guna screach fé lámhach na bpiléar Seo libh canaídh Amhrán na bhFiann. | The Soldier's Song (anglicky) Soldiers are we whose lives are pledged to Ireland; Some have come From a land beyond the wave. Sworn to be free, No more our ancient sire land Shall shelter the despot or the slave. Tonight we man the gap of danger In Erin's cause, come woe or weal Mid cannons' roar and rifles peal, We'll chant a soldier's song. |
| Píseň vojáka (český překlad) Jsme vojáci Irsku zaslíbeni Někteří přišli ze země za vodou. Přísahali na svobodu Nikdy více našich předků země nebude domovem despotů ani otroků Dnes večer stojíme na okraji propasti kvůli Irsku, přicházejí potíže nebo blahobyt, děla duní, pušky střílejí, Zazpíváme píseň vojáka.                                           | |